# Киркук (област)
Киркук е една от 18-те области на Ирак. Населението ѝ е 1 597 876 жители (по оценка от юли 2018 г.), а площта 9679 кв. км. Областен център е град Киркук. От 1976 г. до 2006 г. носи името Ат Тамим.